# Kalifornischer Hundszahn
Der Kalifornische Hundszahn (Erythronium californicum) ist eine Pflanzenart aus der Familie der Liliengewächse (Liliaceae).

## Merkmale

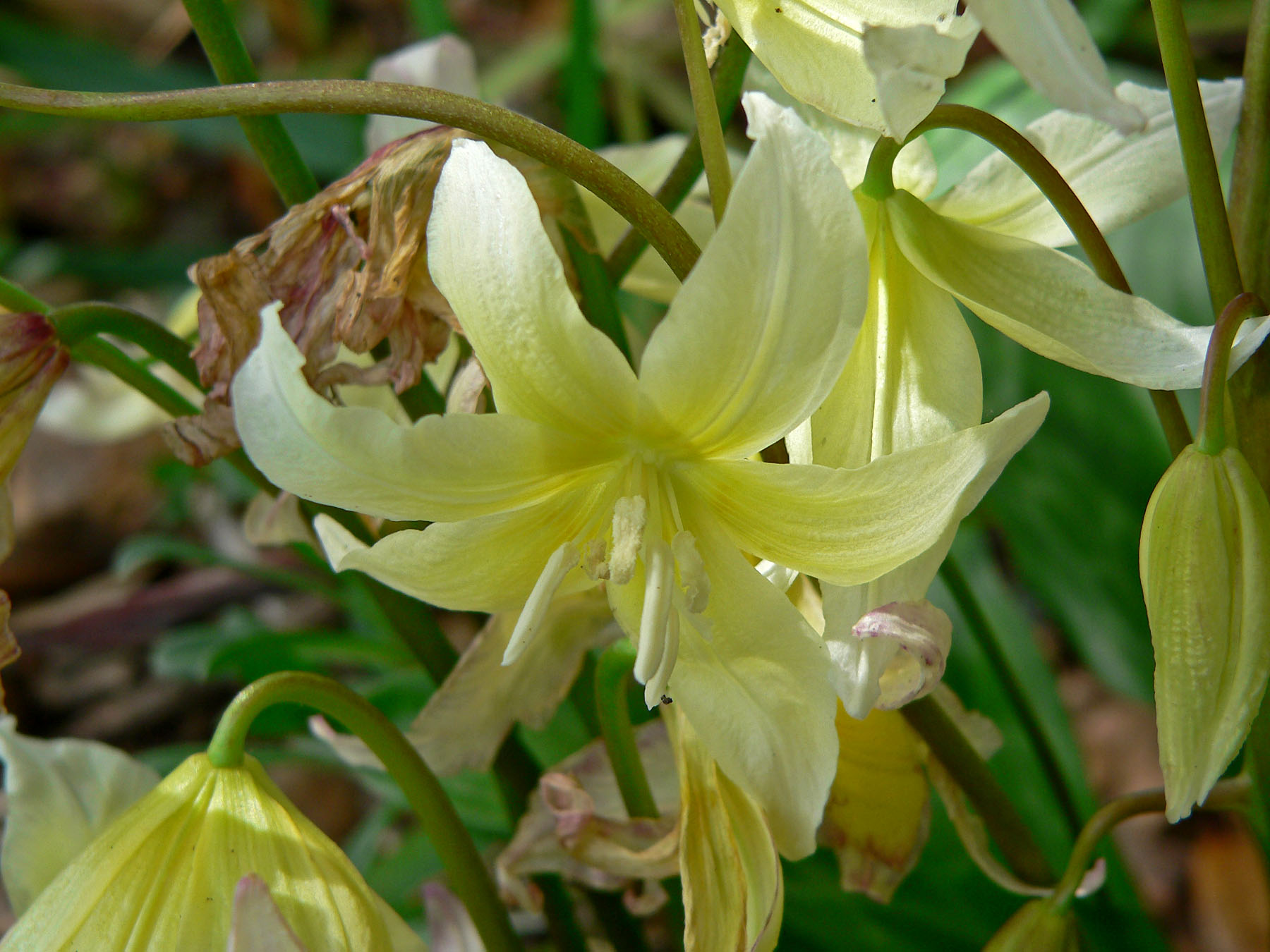
Blüte

Der Kalifornische Hundszahn ist eine ausdauernde, krautige Zwiebelpflanze, die Wuchshöhen von 10 bis 30 Zentimeter erreicht. Die Pflanze bildet keine Ausläufer. Es sind sitzende Brutzwiebeln vorhanden. Der Schaft ist ein- bis dreiblütig, er verzweigt sich weit über den Blättern. Die Blätter sind 7 bis 19 Zentimeter lang, verkehrt eilänglich bis schmal eiförmig und am Rand wellig. Die Perigonblätter sind 25 bis 40 Millimeter lang und weiß bis cremefarben. Ihr Grund ist gelb, worüber sich eine dunkelgelbe bis braune Zone anschließt. Die Griffel sind 10 bis 14 Millimeter lang. Sie sind ungeteilt oder weisen weniger als 2 Millimeter lange Narbenlappen auf. 
Die Blütezeit reicht von April bis Mai.
Die Chromosomenzahl beträgt 2n = 24.

## Vorkommen
Der Kalifornische Hundszahn kommt im Westen der USA in Nord-Kalifornien und Südwest-Oregon vor. Die Art wächst in trockenen Wäldern, auf Lichtungen und auf Klippen in Höhenlagen von 0 bis 1900 Meter.

## Nutzung
Der Kalifornische Hundszahn wird selten als Zierpflanze genutzt.

## Belege
- Eckehart J. Jäger, Friedrich Ebel, Peter Hanelt, Gerd K. Müller (Hrsg.): Rothmaler. Exkursionsflora von Deutschland. Band 5: Krautige Zier- und Nutzpflanzen. Spektrum Akademischer Verlag, Berlin Heidelberg 2008, ISBN 978-3-8274-0918-8.